# Oudemansův fenomén
Oudemansův fenomén, nanesení kresby na tělo živočicha bez ohledu na morfologická rozhraní, je jev pozorovaný u živočichů s přetržitými povrchy. U mnoha takových živočichů, např. plazů či ptáků, tvoří jednotlivé překrývající se části těla, např. per, navenek smysluplný grafický celek, zatímco skryté části jsou zbarveny neutrálně. Příkladem může být celostní kresba na složené noze skokana, která se natažením nohy rozpadne, nebo celostní kresba tvořená předním a zadním párem křídel otakárka v přirozené poloze.
Někteří autoři zpochybňují možnost tvorby tohoto typu kreseb přirozeným výběrem.[zdroj⁠?!]